# NGC 2985
NGC 2985 is een spiraalvormig sterrenstelsel in het sterrenbeeld Grote Beer. Het hemelobject werd op 3 april 1785 ontdekt door de Duits-Britse astronoom William Herschel.

## Synoniemen
- UGC 5253
- MCG 12-10-6
- ZWG 333.4
- ZWG 332.67
- IRAS09459+7230
- PGC 28316